# CAGI
CAGI (Rusko: Центра́льный аэрогидродинами́ческий институ́т (ЦАГИ) - Centralnij aerogidrodinamičeskij inštitut) je ruski raziskovalni inštitut, ki se ukvarja z aero- in hidrodinamiko. Ustanovil ga je pionir ruske aviacije Nikolaj Jegorovič Žukovski 1. decembra 1918 v Moskvi. Je eden izmed najpomembnejših take vrste inštitutov na svetu.
Med letoma 1925 in 1930 je CAGI sodeloval z Tupoljevim AGOS-om (Aviacijaa, Gidroaviacijaa i Opitnoje Strojitelstvo) - ki je bil prvi letalski konstruktorski biro v Sovjetski zvezi. .
Inštitut ima več tisoč zaposlenih in več kot 100 stavb.
CAGI je sodeloval direktno in indirektno pri skoraj vseh velikih aviacijskih projektih Rusije oziroma Sovjetske zveze. Med drugim je sodeloval pri načrtovanju ene izmed največjih raket na svetu Energija in ruskega vesoljskega raketoplana Buran.
Trenutno sodelujejo pri novem potniškem letalu Irkut MS-21